# Epitaffio

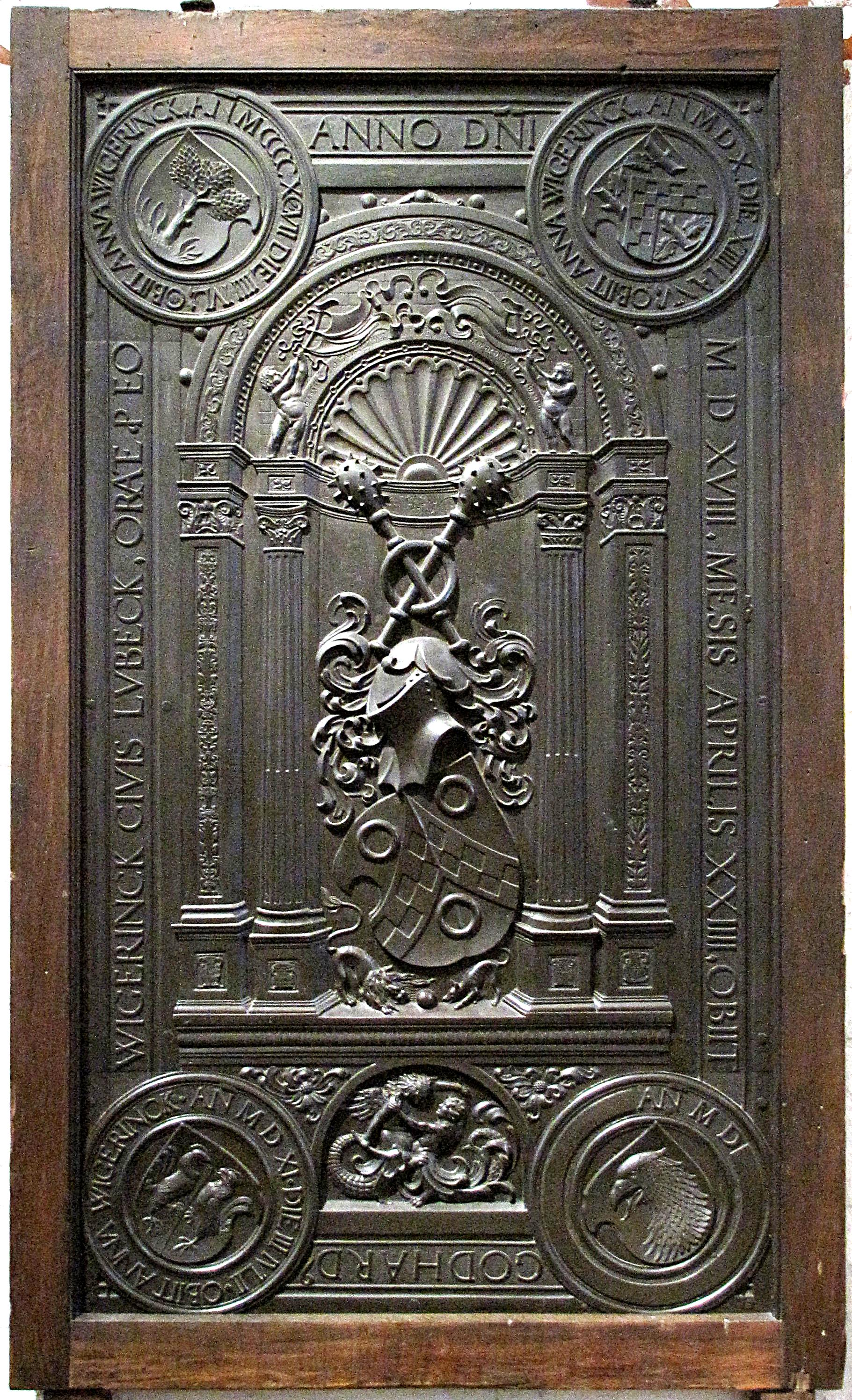
Epitaffio per Gotthard Wigerinck, Peter Vischer il Vecchio, 1518; chiesa di Santa Maria in Lubecca.

L'epitaffio o epitafio (dal greco antico: ἐπιτάφιον?, epitáphion, "ciò che sta sopra al sepolcro") è un'iscrizione funebre avente come scopo onorare e ricordare un defunto.

## Caratteristiche
Generalmente, ma non sempre, si tratta di uno o più versi di una poesia: molti poeti hanno infatti composto il proprio epitaffio.
Un buon epitaffio deve avere sempre qualcosa che resti impresso, o faccia pensare: un espediente abbastanza diffuso è "parlare" direttamente a chi legge, dando un avviso sul significato della mortalità.
Alcuni epitaffi enumerano i grandi risultati ottenuti (un politico o un militare di carriera nominerà, per esempio, il numero degli anni di servizio al Paese).

## Storia
Nell'antica Grecia, specialmente ad Atene, l'epitaffio era un'orazione funebre pubblica in onore dei soldati caduti durante l'anno trascorso.
Nell'antica Roma l'epitaffio si confuse con la laudatio funebris, pronunciata da un figlio o da un parente del morto.
In seguito, per estensione, il nome epitaffio indicò anche la semplice iscrizione tombale.

## Nella letteratura
- La forma dell'epitaffio fu utilizzata dal poeta statunitense Edgar Lee Masters nella sua opera Antologia di Spoon River.